# Équipe d'Argentine de rugby à XIII
L’équipe d'Argentine de rugby à XIII est la sélection officielle qui représente l' Argentine dans les compétitions et matchs internationaux. Elle est composée des meilleurs joueurs argentins ou d'origine argentine.

## Histoire et contexte
Les débuts internationaux de l'équipe remontent à 2005, année où les argentins rencontrent une sélection australienne deux fois, celle des Forces de Police australiennes, au mois de mars. Le tout premier match voit les locaux battus 40-04 par les visiteurs, le second test-match est également perdu par les latino-américains, sur le score de 60-06. Les deux matchs se déroulent alors  à Buenos Aires, devant des chambrées très modestes.
La Confédération argentine de rugby à XIII se heurte rapidement à des difficultés pour développer le sport : les distances entre les équipes peuvent être importantes, mais les tous nouveaux dirigeants treizistes invoquent une opposition certaine des quinzistes argentins,. 
Un phénomène cependant va entrainer un intérêt des argentins pour le rugby à XIII fin des années 2010 ; l'image de sport violent de rugby à XV dans ce pays, incite certains parents à orienter leurs enfants vers d'autres sport, dont le rugby à XIII.

## 2016: des débuts prometteurs
Pendant plus d'une dizaine d'années, le rugby à XIII semble au point mort  dans le pays, mais une opération de développement du rugby à XIII en Amérique latine baptisée « Latin Heat », va relancer le sport dans le pays. En 2016, grâce au travail d'un australien expatrié en Amérique du Sud, le pays accueille en novembre 2016, une compétition régionale des pays d'Amérique latine, qui est organisée à Miramar comprenant, outre le pays hôte, le Chili et le Brésil . Il s'agit d'une sorte de « Tri-séries », qui sera gagnée par l'Argentine.
En novembre 2017, c'est au tour de l'Argentine de se déplacer chez un voisin, le Chili. Ce dernier , dans sa ville de Los Ángeles, accueille la cérémonie inaugurale d'un championnat de rugby à XIII des nations d'Amérique latine étendu, comprenant les équipes nationales du Chili, de l'Argentine, de la Colombie et du Brésil,. Le Chili remporte ce premier tournoi, en battant l'Argentine 32-12  en finale.